# Балабра Велика
Балабра Велика је мало ненасељено острво у хрватском делу Јадранског мора у Задарском архипелагу.
Налази се око 100 метара северозападно од острва Сита. Површина острва износи 0,167 км². Дужина обалске линије је 2,23 км.. Највиши врх је висок 36 метара. 